# Aguilariet
Het mineraal aguilariet is een zilver-seleen-sulfide met de chemische formule Ag4SeS.

## Eigenschappen
Het opake grijze tot zwarte aguilariet heeft een diamant- tot metallische glans en een grijszwarte streepkleur. Het mineraal kent geen splijting en heeft een gemiddelde dichtheid van 7,48 en de hardheid is 2 tot 3. Het kristalstelsel is orthorombisch en het mineraal is niet radioactief of magnetisch.

## Naam
Het mineraal aguilariet is genoemd naar de Mexicaanse eigenaar van de San Carlos mijn, Ponciano Aguilar (1853 - 1935).

## Voorkomen
Aguilariet is een ertsmineraal dat voorkomt in laaggradig gemetamorfoseerde zilverafzettingen, rijk aan seleen. De typelocatie is de San Carlos mijn in Guanajato, Mexico.